# 朱致樨
枝江端懿王朱致樨（1519年2月21日—1565年12月13日），字仲馨，明朝遼藩第五代枝江王，封地在荆州。

## 生平
生于正德十四年己卯（1519年）正月二十二日，枝江悼懷王朱寵潤庶長子，母妃余氏，生母次妃陳氏。三歲喪父，嘉靖十三年（1534年），十六歲時封枝江王。喜饮酒，以此遘肺疾。
嘉靖四十四年（1565年）十一月二十一日，朱致樨去世，享年四十七歲，諡號端懿。

## 家庭

### 王妃
- 廖氏，东城兵马副指挥廖風纓女，嘉靖二十三年（1544年）冊為枝江王妃[3]

### 子
- 嫡長子：枝江長子朱憲燇

### 女
- 平舒县主[1]